# Dicranoloma bartramianum
Dicranoloma bartramianum là một loài Rêu trong họ Dicranaceae. Loài này được (B.H. Allen) Klazenga mô tả khoa học đầu tiên năm 1999.